# Mioscarta melichari
Mioscarta melichari är en insektsart som beskrevs av Gustav Breddin 1902. Mioscarta melichari ingår i släktet Mioscarta och familjen spottstritar. Inga underarter finns listade i Catalogue of Life.